# Асад, Ямиль
Ямиль Родриго Асад (исп. Yamil Rodrigo Asad; 27 июля 1994, Сан-Антонио-де-Падуа, Буэнос-Айрес, Аргентина) — аргентинский футболист, левый нападающий американского клуба «Цинциннати».

## Карьера
Ямиль Асад — воспитанник клуба «Велес Сарсфилд». Начал привлекаться в основную команду с осени 2013, дебютировав в аргентинской Примере 14 апреля 2013 года в матче против «Колона». Свой первый гол Асад забил в ворота «Крусеро дель Норте» 21 февраля 2015 года.
В начале 2017 года Асад отправился в MLS, клуб-новичок лиги «Атланта Юнайтед» арендовал его на сезон с опцией выкупа. 5 марта Ямиль вышел в стартовом составе «Атланты Юнайтед» в дебютном матче против «Нью-Йорк Ред Буллз», и на 25-й минуте забил гол, ставший первым в истории клуба. По завершении сезона Асад вернулся в «Велес Сарсфилд».
В феврале 2018 года Асад был арендован на сезон клубом «Ди Си Юнайтед» с правом выкупа за $700 тыс., и так как права на игрока в MLS принадлежали «Атланте Юнайтед», «Ди Си» выплатил «Атланте» в общей сложности $500 тыс. в распределительных средствах. Ямиль забил в первой же игре в составе вашингтонцев, поразив ворота «Орландо Сити» со штрафного удара в матче стартового тура сезона 2018 3 марта. 14 июля в матче открытия нового стадиона «Ди Си Юнайтед» — «Ауди Филд», гостями в котором был «Ванкувер Уайткэпс», Асад открыл счёт, таким образом став автором первого гола в истории арены. По окончании сезона 2018 «Ди Си Юнайтед» пытался сохранить Асада, продлив аренду или выкупив, но аргентинец предпочёл вернуться в «Велес Сарсфилд».
Зимой 2019 года контракт Асада с «Велес Сарсфилд» истёк.
17 сентября 2019 года Асад подписал с «Ди Си Юнайтед» предварительный контракт на сезон 2020. По окончании сезона 2021 «Ди Си Юнайтед» не стал продлевать контракт с Асадом.
1 февраля 2022 года Асад присоединился к клубу чемпионата Чили «Универсидад Католика», подписав однолетний контракт с опцией продления ещё на два сезона. Дебютировал за «Универсидад Католику» 20 февраля в матче против «Курико Унидо». 19 октября в матче против «Унион Эспаньолы» забил свой первый гол за «Универсидад Католику».
2 марта 2023 года Асад вновь вернулся в «Ди Си Юнайтед», подписав однолетний контракт до конца сезона 2023 с опциями продления на сезоны 2024 и 2025. По окончании сезона 2023 «Ди Си Юнайтед» отклонил опцию продления контракта Асада.
28 марта 2024 года Асад подписал контракт с клубом «Цинциннати» до конца сезона 2024 с опцией продления на сезон 2025. В тот же день отыграл один тайм в матче «Цинциннати 2» в MLS Next Pro против «Нью-Йорк Ред Буллз II». За первый состав «Цинциннати» дебютировал 6 апреля в матче против «Нью-Йорк Ред Буллз», выйдя на замену в конце второго тайма вместо Луки Орельяно.

## Статистика выступлений
| Выступление          | Выступление      | Выступление      | Лига | Лига | Кубок | Кубок | Континент. | Континент. | Прочие | Прочие | Итого | Итого |
| Клуб                 | Лига             | Сезон            | Игры | Голы | Игры  | Голы  | Игры       | Голы       | Игры   | Голы   | Игры  | Голы  |
| -------------------- | ---------------- | ---------------- | ---- | ---- | ----- | ----- | ---------- | ---------- | ------ | ------ | ----- | ----- |
| Велес Сарсфилд       | Примера Дивисьон | 2012/13          | 1    | 0    | —     | —     | —          | —          | —      | —      | 1     | 0     |
| Велес Сарсфилд       | Примера Дивисьон | 2013/14          | 5    | 0    | 1     | 0     | 1          | 0          | —      | —      | 7     | 0     |
| Велес Сарсфилд       | Примера Дивисьон | 2014             | 13   | 0    | —     | —     | —          | —          | —      | —      | 13    | 0     |
| Велес Сарсфилд       | Примера Дивисьон | 2015             | 24   | 4    | 4     | 0     | —          | —          | 1      | 0      | 29    | 4     |
| Велес Сарсфилд       | Примера Дивисьон | 2016             | 9    | 0    | 1     | 0     | —          | —          | —      | —      | 10    | 0     |
| Велес Сарсфилд       | Примера Дивисьон | 2016/17          | 2    | 0    | —     | —     | —          | —          | —      | —      | 2     | 0     |
| Велес Сарсфилд       | Примера Дивисьон | 2018/19          | 1    | 0    | —     | —     | —          | —          | —      | —      | 1     | 0     |
| Велес Сарсфилд       | Итого            | Итого            | 55   | 4    | 6     | 0     | 1          | 0          | 1      | 0      | 63    | 4     |
| Атланта Юнайтед      | MLS              | 2017             | 32   | 7    | —     | —     | —          | —          | 1      | 0      | 33    | 7     |
| Атланта Юнайтед      | Итого            | Итого            | 32   | 7    | —     | —     | —          | —          | 1      | 0      | 33    | 7     |
| Ди Си Юнайтед        | MLS              | 2018             | 30   | 9    | 2     | 0     | —          | —          | 1      | 0      | 33    | 9     |
| Ди Си Юнайтед        | MLS              | 2020             | 23   | 3    | —     | —     | —          | —          | —      | —      | 23    | 3     |
| Ди Си Юнайтед        | MLS              | 2021             | 16   | 2    | —     | —     | —          | —          | —      | —      | 16    | 2     |
| Ди Си Юнайтед        | MLS              | 2023             | 21   | 0    | 2     | 1     | 3          | 0          | —      | —      | 26    | 1     |
| Ди Си Юнайтед        | Итого            | Итого            | 90   | 14   | 4     | 1     | 3          | 0          | 1      | 0      | 98    | 15    |
| Универсидад Католика | Примера Дивисьон | 2022             | 12   | 1    | —     | —     | 1          | 0          | —      | —      | 13    | 1     |
| Универсидад Католика | Итого            | Итого            | 12   | 1    | —     | —     | 1          | 0          | —      | —      | 13    | 1     |
| Цинциннати           | MLS              | 2024             | 2    | 0    | —     | —     | —          | —          | —      | —      | 2     | 0     |
| Цинциннати           | Итого            | Итого            | 2    | 0    | —     | —     | —          | —          | —      | —      | 2     | 0     |
| Цинциннати 2         | MLS Next Pro     | 2024             | 1    | 0    | —     | —     | —          | —          | —      | —      | 1     | 0     |
| Цинциннати 2         | Итого            | Итого            | 1    | 0    | —     | —     | —          | —          | —      | —      | 1     | 0     |
| Всего за карьеру     | Всего за карьеру | Всего за карьеру | 192  | 26   | 10    | 1     | 5          | 0          | 3      | 0      | 210   | 27    |

1. ↑  Включает плей-офф на Кубок Либертадорес и плей-офф Кубка MLS

## Личная жизнь
Ямиль Асад — сын известного в прошлом нападающего «Велес Сарсфилд» Омара Асада, выступавшего в 1990-е годы. Он также приходится внучатым племянником игроку сборной Аргентины, участнику Кубка Америки 1975, и тренеру Хулио Асаду.